# Chính trị luận
Chính trị luận là một tác phẩm triết học chính trị của Aristotle, một triết gia Hy Lạp thế kỷ thứ 4 trước Công nguyên.
Phần cuối Luân lý học khẳng định rằng tìm hiểu đạo đức nhất thiết phải theo sau tìm hiểu chính trị. Hai tác phẩm Luân lý học và Chính trị luận được coi như các phần của một chuyên luận lớn – hoặc có thể là các bài giảng liên thông – đề cập đến "triết lý về các vấn đề của con người".
Tiêu đề bản ngữ Politics có nghĩa đen là "những chuyện liên quan đến polis", và chính là nguồn gốc của từ "politics" trong tiếng Anh hiện đại.

## Tổng quan

### Cấu trúc
Chính trị luận của Aristotle chia thành tám quyển, mỗi quyển lại gồm nhiều chương. Các trích dẫn trong tác phẩm này nói riêng và toàn bộ các tác phẩm của Aristotle nói chung thường được tham khảo "Đánh số Bekker". Theo đó, Chính trị luận trải từ 1252a đến 1342b.

### Quyển I
Trong quyển đầu tiên, Aristotle bàn luận về nhà nước hay "cộng đồng chính trị" khác với các loại cộng đồng hay hình thức quần tụ khác như hộ gia đình và làng mạc.
Nhà nước là cộng đồng cao nhất. Aristotle đi đến kết luận này bởi vì ông tin rằng một người khi sống trong cộng đồng thì luôn tử tế hơn khi sống cô độc và rằng con người là "động vật chính trị". Aristotle bắt đầu với mối quan hệ giữa cá nhân với nhà nước (I. 1 – 2) rồi phân tích sâu hộ gia đình (I. 3 – 13).
Ông đặt vấn đề bằng cách dẫn ra quan điểm cho rằng sự cai trị của một nhà lãnh đạo chính trị, một ông vua, một gia trưởng và một chủ nhân chỉ khác nhau ở số lượng đối tượng dưới quyền. Sau đó, Aristotle xét xem nhà nước thế nào thì là nhà nước tự nhiên.
Aristotle thảo luận về các bộ phận trong một hộ gia đình, trong đó có nô lệ, kéo theo mộc cuộc thảo luận khác về việc liệu chế độ nô lệ có chính đáng và tốt đẹp hay luôn luôn bất công và xấu xa. Ông phân biệt nô lệ luật định và nô lệ tự nhiên, tìm hiểu xem có ai mà trời sinh ra đã là nô lệ hay không.
Aristotle kết luận rằng chỉ trừ những nơi có sự khác biệt rõ rệt giữa hồn và xác hay giữa người và thú thì những kẻ ở đẳng cấp thấp tự nhiên phải làm nô lệ. Còn lại, con người trở thành nô lệ đều do pháp luật hoặc quy ước.
Sau đó, Aristotle chuyển sang vấn đề tài sản nói chung, cho rằng việc mua lại tài sản không phải là một phần của nghệ thuật quản trị hộ gia đình và chỉ trích những người quá coi trọng nó. Thương mại là cần thiết nhưng không thể là một phần của nghệ thuật quản trị hộ gia đình, ví như chỉ vì sức khỏe thành viên gia đình là quan trọng mà coi nghề y là một phần của nghệ thuật quản trị hộ gia đình.
Ông chỉ trích nguồn thu nhập từ thương mại và cho vay lấy lãi. Nhiều người trở nên hám lợi là vì đánh đồng việc kiếm thật nhiều tiền với sự giàu có. Cho vay lấy lãi là "trái tự nhiên" vì tiền sinh ra đơn thuần chỉ để làm phương tiện trao đổi.
Quyển I kết thúc với khẳng định của Aristotle rằng nghệ thuật quản trị hộ gia đình cần chú trọng vào việc rèn luyện đức hạnh cho phụ nữ và trẻ con chứ không phải việc quản lý hoặc mua bán tài sản. Cai trị nô lệ thì có thể chuyên quyền, cai trị trẻ con thì phải như vua với thần dân, và cai trị phụ nữ thì phải như nhà lãnh đạo chính trị với công dân. Aristotle đặt câu hỏi liệu nô lệ có "đức hạnh" hay không và liệu đức hạnh của phụ nữ và trẻ con có giống với đức hạnh của đàn ông trước khi khuyên mọi nhà nước nên quan tâm tới đức hạnh của phụ nữ và trẻ con. Những đức hạnh mà một người đàn ông nên thấm nhuần lại phải phụ thuộc vào chính quyền. Thế nên, Aristotle chuyển sang bàn về mô hình nhà nước lý tưởng.

### Quyển II
Quyển II xem xét các quan điểm khác nhau liên quan đến một mô hình nhà nước lý tưởng. Nó mở đầu với một mô hình nhà nước được trình bày trong Cộng hòa của Plato (2. 1 – 5), việc tầng lớp cai trị nắm chung tài sản sẽ làm tăng thêm thay vì giảm bớt bất đồng, và việc chung vợ, chung con sẽ phá hủy tình cảm tự nhiên. Ông kết luận rằng mô hình trong Cộng hòa đi ngược lại lẽ thường và thử nghiệm đã cho thấy nó phi thực tế. Aristotle phân tích tiếp chế độ được trình bày trong Pháp luật của Plato và hai chế độ do Phaleas xứ Chelcedon và Hippodamus xứ Miletus xây dựng.
Giải quyết xong các chế độ lý thuyết, Aristotle khảo sát ba chế độ hiện hữu thường được cho là đang vận hành khá hiệu quả. Chúng là Sparta, Crete, và Carthage. Quyển hai kết thúc bằng một vài quan sát về các chế độ và nhà lập pháp.

### Quyển III
- Ai có thể là công dân?

"Người có quyền tham gia vào việc quản lý có chủ ý hoặc tư pháp của bất kỳ tiểu bang nào được chúng tôi cho là công dân của tiểu bang đó; và nói chung, một tiểu bang là một cơ quan của các công dân đủ cho mục đích của cuộc sống. Nhưng trong thực tế, một công dân được định nghĩa là một trong số họ có cả cha và mẹ đều là công dân; những người khác khăng khăng muốn đi xa hơn nữa; chẳng hạn như hai hoặc ba ông bà trở lên." Aristotle khẳng định rằng công dân là bất kỳ ai có thể tham gia vào quy trình của chính phủ. Anh ấy thấy rằng hầu hết mọi người trong thành phố đều có khả năng trở thành công dân. Điều này trái ngược với quan điểm của chủ nghĩa Platon, khẳng định rằng chỉ rất ít người có thể tham gia vào việc quản lý nhà nước có chủ ý hoặc tư pháp.
- Phân loại hiến pháp và lợi ích chung.
- Chỉ cần phân phối quyền lực chính trị.
- Các loại quân chủ:
  - Chế độ quân chủ: được thực hiện đối với các chủ thể tự nguyện, nhưng giới hạn trong một số chức năng nhất định; nhà vua là một vị tướng và một thẩm phán, và có quyền kiểm soát tôn giáo.
  - Chế độ quân chủ tuyệt đối: chính phủ của một người vì lợi ích tuyệt đối
  - Người man rợ: hợp pháp và cha truyền con nối + đối tượng tự nguyện
  - Nhà độc tài: được cài đặt bởi chế độ độc tài bầu cử của thế lực nước ngoài + các đối tượng sẵn sàng (chuyên chế bầu cử)

### Quyển IV
- Nhiệm vụ của lý luận chính trị
- Tại sao có nhiều loại hiến pháp?
- Các loại dân chủ
- Các loại đầu sỏ chính trị
- Chính thể (Chính phủ lập hiến) – hình thức chính phủ cao nhất
  - Khi bị biến thái, một Chính thể trở thành một Chế độ dân chủ, chính phủ phái sinh ít gây hại nhất như Aristotle coi.
- Văn phòng chính phủ

### Quyển V
- Thay đổi hiến pháp
- Các cuộc cách mạng trong các loại hiến pháp và cách bảo tồn hiến pháp
- Sự bất ổn của các chế độ chuyên chế

### Quyển VI
- Hiến pháp dân chủ
- Hiến pháp đầu sỏ

### Quyển VII
- Eudaimonia, phúc lợi cho cá nhân là gì? Trình bày lại các kết luận của Đạo đức học Nicomachean
- Cuộc sống tốt nhất và trạng thái tốt nhất.
- Trạng thái lý tưởng: dân số, lãnh thổ và vị trí của nó
- Công dân của nhà nước lý tưởng
- Hôn nhân và con cái

### Quyển VIII
- Paideia, giáo dục ở trạng thái lý tưởng
- Nhạc lý. Đối với giáo khoa, chế độ Dorian được ưa thích hơn vì phẩm chất nam tính của nó, hơn chế độ Phrygian và chế độ Ionian

## Phân loại hiến pháp
Sau khi nghiên cứu một số hiến pháp thực tế và lý thuyết của các thành bang, Aristotle đã phân loại chúng theo các tiêu chí khác nhau. Một bên là hiến pháp chân chính (hoặc tốt), được coi là như vậy vì chúng nhắm đến lợi ích chung, và bên kia là những hiến pháp sai lầm (hoặc lệch lạc), được coi là như vậy vì chúng chỉ nhắm đến hạnh phúc của một bộ phận. của thành phố. Các hiến pháp sau đó được sắp xếp theo "số lượng" những người tham gia vào các cơ quan tư pháp: một, một vài hoặc nhiều. Cách phân loại sáu phần của Aristotle hơi khác so với cách phân loại trong The Statesman của Plato. Sơ đồ trên minh họa cách phân loại của Aristotle. Hơn nữa, theo những ý tưởng mơ hồ của Plato, ông đã phát triển một lý thuyết mạch lạc về việc tích hợp các dạng quyền lực khác nhau vào cái gọi là trạng thái hỗn hợp:
Theo hiến pháp... quy định... từ chế độ đầu sỏ chính trị rằng các chức vụ phải được bầu cử, và từ chế độ dân chủ rằng điều này không dựa trên tư cách tài sản. Đây là chế độ của hỗn hợp; và dấu hiệu của sự kết hợp tốt giữa chế độ dân chủ và chế độ đầu sỏ chính trị là khi có thể nói về cùng một hiến pháp là chế độ dân chủ và chế độ đầu sỏ.

— Aristotle. Chính trị, Quyển 4, 1294b.10–18
Để minh họa cho cách tiếp cận này, Aristotle đã đề xuất một mô hình bỏ phiếu toán học đầu tiên thuộc loại này, mặc dù được mô tả bằng văn bản, trong đó nguyên tắc dân chủ "một cử tri–một phiếu bầu" được kết hợp với "bỏ phiếu dựa trên thành tích" của đầu sỏ chính trị; để biết các trích dẫn có liên quan và bản dịch của chúng thành các công thức toán học, hãy xem (Tangian 2020).

## Thành phần
Đặc điểm văn học của Chính trị luận có một số tranh cãi, phát sinh từ những khó khăn về văn bản liên quan đến việc mất các tác phẩm của Aristotle. Quyển III kết thúc bằng một câu được lặp lại gần như nguyên văn ở đầu Quyển VII, trong khi các Quyển IV–VI ở giữa dường như có hương vị khác với các phần còn lại; Quyển IV dường như nhiều lần đề cập đến cuộc thảo luận về chế độ tốt nhất có trong Quyển VII–VIII. Do đó, một số biên tập viên đã chèn Sách VII–VIII sau Quyển III. Tuy nhiên, đồng thời, các tham chiếu đến "các diễn ngôn về chính trị" xuất hiện trong Đạo đức học Nicomachean cho thấy rằng toàn bộ chuyên luận này phải kết thúc bằng cuộc thảo luận về giáo dục xảy ra trong Quyển VIII của Chính trị luận, mặc dù nó không chắc chắn. rằng Aristotle đang đề cập đến Chính trị luận ở đây.
Werner Jaeger gợi ý rằng Chính trị luận thực sự đại diện cho sự kết hợp của hai chuyên luận riêng biệt. Cuốn đầu tiên (Quyển I–III, VII–VIII) sẽ đại diện cho một tác phẩm kém trưởng thành hơn từ khi Aristotle vẫn chưa hoàn toàn tách khỏi Plato, và do đó thể hiện sự nhấn mạnh nhiều hơn vào chế độ tốt nhất. Cuốn thứ hai (Quyển IV–VI) thiên về thực nghiệm hơn, và do đó thuộc về giai đoạn phát triển muộn hơn.
Tuy nhiên, Carnes Lord, một học giả về Aristotle, đã lập luận phản đối tính đầy đủ của quan điểm này, lưu ý đến nhiều tham chiếu chéo giữa các tác phẩm được cho là riêng biệt của Jaeger và đặt câu hỏi về sự khác biệt trong giọng điệu mà Jaeger thấy giữa chúng. Ví dụ, Quyển IV ghi chú rõ ràng tiện ích của việc kiểm tra các chế độ thực tế (trọng tâm "thực nghiệm" của Jaeger) trong việc xác định chế độ tốt nhất (trọng tâm "Platonic" của Jaeger). Thay vào đó, Lord gợi ý rằng Chính trị thực sự là một luận thuyết đã hoàn thành, và các Quyển VII và VIII thực sự nằm giữa Quyển III và IV; ông cho rằng thứ tự hiện tại của chúng là do lỗi sao chép cơ học đơn thuần.
Không rõ liệu Chính trị có được dịch sang tiếng Ả Rập giống như hầu hết các tác phẩm chính của ông hay không. Tuy nhiên, ảnh hưởng và ý tưởng của nó đã được chuyển sang các triết gia Ả Rập.